# Aira Beck
Der Aira Beck ist ein Fluss im Lake District, Cumbria, England. Der Aira Beck entsteht an der Ostseite des Stybarrow Dodd. Er fließt in einer generell östlichen Richtung, bis er sich östlich der Siedlung Dockray direkt nach Süden wendet. Der Aira Beck mündet am Aira Point in den See Ullswater.
Der Wasserfall Aira Force ist einer der bekanntesten und am häufigsten besuchten Wasserfälle im Lake District und befindet sich im Unterlauf des Aira Beck.